# Siciliens
Les Siciliens sont les habitants de la Sicile, une région autonome d'Italie ; ils constituent une partie des Italiens.

## Ethnonymie
L'ethnonyme est anciennement mentionné sous la graphie Sycillien. Il s'agit d'un emprunt au latin médiéval sicilianus ; lui-même issu de Sicilia, nom latin de la Sicile.
En sicilien : siciliani ou sìculi.

## Origines
D'après Carlo Denina, l'origine des premiers habitants de la Sicile n'est guère moins obscure que celle des premiers Italiens. Selon lui, il n'est pourtant pas douteux qu'une grande partie de ces individus soient allés en Sicile en provenance de l'Italie, d'autres de la Grèce, des côtes de l'Asie et de l'Afrique.
Thucydide, qui est cité sur ce sujet, a dit que les Siciliens étaient venus de l'Ibérie ; mais il est très évident, par le passage même que l'on en cite, que par Ibérie il entendait l'Italie occidentale, ou la Ligurie, qui comprenait alors une grande partie de la péninsule. Il dit lui-même qu'on y parlait l'osque. Or, l'osque était le langage d'une partie méridionale du royaume de Naples, entre le Latium et la Campanie, entre la ville de Rome et celle de Naples ou de Capoue ; et il est assez prouvé que ce district avait été occupé très anciennement par des Liguriens, appelés souvent Ibériens.
Ce même historien dit ailleurs que, de son temps, on parlait en Sicile trois langues différentes : l'osque, la grecque et la phénicienne. Ainsi la plupart des habitants étaient venus des côtes voisines de l'Italie où étaient Capoue, Gaëta et les Osques ;  de la Grèce continentale au centre de laquelle étaient les Thessaliens ; des côtes de l'Asie et de l'Afrique, occupées par des Phéniciens, peuples de la Syrie, et des Carthaginois-Africains, dont le langage était au fond le même que le phénicien. Il était donc assez naturel que les Siciliens tinssent plus ou moins du caractère de ces trois nations ; et comme les Romains n'avaient pas bonne opinion du caractère des Grecs ni des Liguriens et encore moins des Carthaginois, c'est de là qu'est venu l'axiome Insulani mali, Siculi autem pessimi. Néanmoins, indépendamment de ce que ces noms de mali et de pessimi pouvaient ne signifier que fins, rusés, astucieux ; non pas perfides ni cruels, M. Denina observe que l'on ne cite pas un seul fait bien constaté qui indique une férocité ou une cruauté naturelle dont on ait accusé la nation.
Selon une étude de Capelli et al. en 2009, 7-8 % des lignées paternelles des Espagnols, Portugais et Siciliens sont d'origine Arabo-berbère et ont été introduites par les Maures et les Sarazins au Moyen Âge.

## Caractère
Au XVIIIe siècle, des personnes étrangères à la Sicile, mais qui ont bien connu les Siciliens, leur ont trouvé le même esprit pénétrant, prompt et inventif, qui les distingua même des Grecs vingt siècles auparavant. Cicéron, citant Aristote, dit que ce sont deux Siciliens, Corax et Tisias, qui ont inventé les préceptes de la rhétorique et créé l'art oratoire. Fardella, professeur à l'université de Padoue, disait en termes bien expressifs que le génie des Siciliens était capable de former sagement des systèmes, ainsi que de contribuer aux progrès des sciences et des arts. Un jésuite espagnol, nommé Antoine Perez et étant professeur dans le collège romain, prônait hautement ses élèves Siciliens comme les plus capables de saisir tout ce que les autres ne comprenaient pas.
Enfin, les Siciliens des années 1800 qui ont figuré dans la république des lettres et dans l'histoire des sciences et des arts, ont bien prouvé que l'esprit de la nation, malgré les révolutions politiques qu'elle éprouva dans le cours de vingt siècles, est encore le même esprit qu'on lui avait remarqué dans le siècle d'Alexandre et dans celui d'Auguste.
Au début du XIXe siècle, les trois grandes îles de la Méditerranée adjacentes à l'Italie présentent trois nations aussi différentes l'une de l'autre qu'elles le sont de l'Italienne. Cette différence tient également à la diversité de leur origine, des nations primitives dont elles sont issues et aux circonstances des pays qu'elles occupent ; l'un volcanique, l'autre marécageux et le troisième montagneux et sauvage.

## Génétique
Une étude génétique réalisée sur le peuple sicilien a montré que 22,32 % des individus appartenaient à l'haplogroupe E1b1b à subdiviser en deux sous-groupes distincts marqueurs de différents flux migratoires, l'un typique des habitants de Grèce et des pays des Balkans E-V13, et l'autre d'Afrique du Nord ou du Proche-Orient E-M81, tandis que 27,89 % appartenaient à l'haplogroupe R1 (typique des Européens), 26,67 % à l'haplogroupe J (typique du Moyen-Orient et d'Anatolie) et enfin parmi les autres origines on retrouvait 7,11 % appartenant à l'haplogroupe G (typique du Caucase) et 6,08 % à l'haplogroupe T (typique de l'Asie du Sud et d'Afrique de l'Est). 
Plus généralement, il semble que l'haplogroupe 'E1b1b' soit répandu chez 25 % des Grecs et des Siciliens, dont le variant EV-13 (Branche Européenne de l'haplogroupe E1b1b prédominant dans les Balkans et Grèce continentale) principalement porté par les individus issus de l'immigration grecque et pays balkaniques . Toutefois, cela cache d'importantes disparités et ainsi, dans l'Est de la Sicile, l'haplogroupe prédominant est E1b1b avec 29 % alors que dans l'Ouest, R1 est prédominant et E1b1b semble n'être qu'aux alentours de 19 %.
L'haplogroupe E3b1a2-V13 (E-V13) plus présent dans la population Est de la Sicile montre un courant migratoire important depuis la Grèce et plus généralement depuis la partie sud de la péninsule balkanique. Groupe défini par la combinaison d'allèles 13-13-30-24-10-11-13 correspondant à la variante V13 du groupe E fréquemment rencontré en Grèce continentale (11,7 %), en Albanie (29 %) et en Crète (3,62 %).
Cette forte présence du groupe V13 dans la partie Est de l'île montre la présence d'un patrimoine génétique commun partagé par les Siciliens et les Grecs. L'estimation TMRCA date à 2380 ans ce flux, basée sur les lignées STR du même E3b1a2-V13 ce qui coïncide avec le pic de l'ère classique grecque en Sicile (350 av.J.-C.). Cependant, d'autres hypothèses sont également possibles comme une présence de cet haplogroupe au sein des troupes romaines qui ont occupé l'île de 241 av. J.-C. à 535 pendant l'Antiquité, mais aussi de flux tardif en provenance de Grèce et des Balkans au Moyen Âge provoqué par les invasions turques à partir de 1453. L'arrivée la plus précoce de certains des chromosomes E3b1a2-V13 en Sicile peut également démontrer une présence de fermiers néolithiques (6000/3000 av. J.-C.). Bien que plus présent sur la partie Est, l'haplogroupe EV-13 est distribué de façon assez homogène à travers l'île et révèle une contribution de 37 % sur la population générale sicilienne.
L'haplogroupe E3b1b-M81 (E-M81) est quant à lui largement distribué au sein des populations nord-africaines et est estimé à 6 % sur la population sicilienne principalement dans l'ouest de l'île. La distribution des chromosomes E3b1b-M81 en Afrique correspond étroitement aux aires de distribution des populations de langue berbère, suggérant une étroite spécificité ethnique. Cet haplotype est très fréquent dans la population berbère de Tunisie, alors qu'il est moins fréquent ailleurs en Afrique du Nord. La présence conjointe en Sicile de cet haplotype pourrait être attribuée aux flux de gènes survenus lors de plusieurs migrations transméditerranéennes en provenance d'Afrique, y compris des invasions arabes du Haut Moyen Âge (Émirat de Sicile 831-1091).
La fréquence du R1b est particulièrement élevée dans certains échantillons de l'ouest une autre caractéristique intéressante du pool génétique paternel sicilien. Cela pourrait être l'héritage des chromosomes provenant d'autres parties de l'Europe (invasions vandales / ostrogothes / normandes ?). De plus, les Hgs I-M170, I1a-M253 et I1b2a-M223 sont plus représentés dans la zone nord-ouest de l'île que dans la zone est.
Le royaume normand de Sicile a été créé en 1130, avec Palerme pour capitale, 70 ans après l'invasion normande initiale et 40 ans après la conquête de la dernière ville, Noto en 1091, et durera jusqu'en 1198. De nos jours, il est au nord et à l'ouest de la Sicile, autour de Trapani, Palerme et Agrigente où l'Y-DNA normand est le plus répandu, avec 15 à 20 % des lignées appartenant à l'haplogroupe I.
Cette étude met en évidence un contraste génétique important entre l'est et l'ouest de la Sicile et présente une similarité génétique avec d'autres îles méditerranéennes telle que la Crète ou la Sardaigne.

## Costume traditionnel

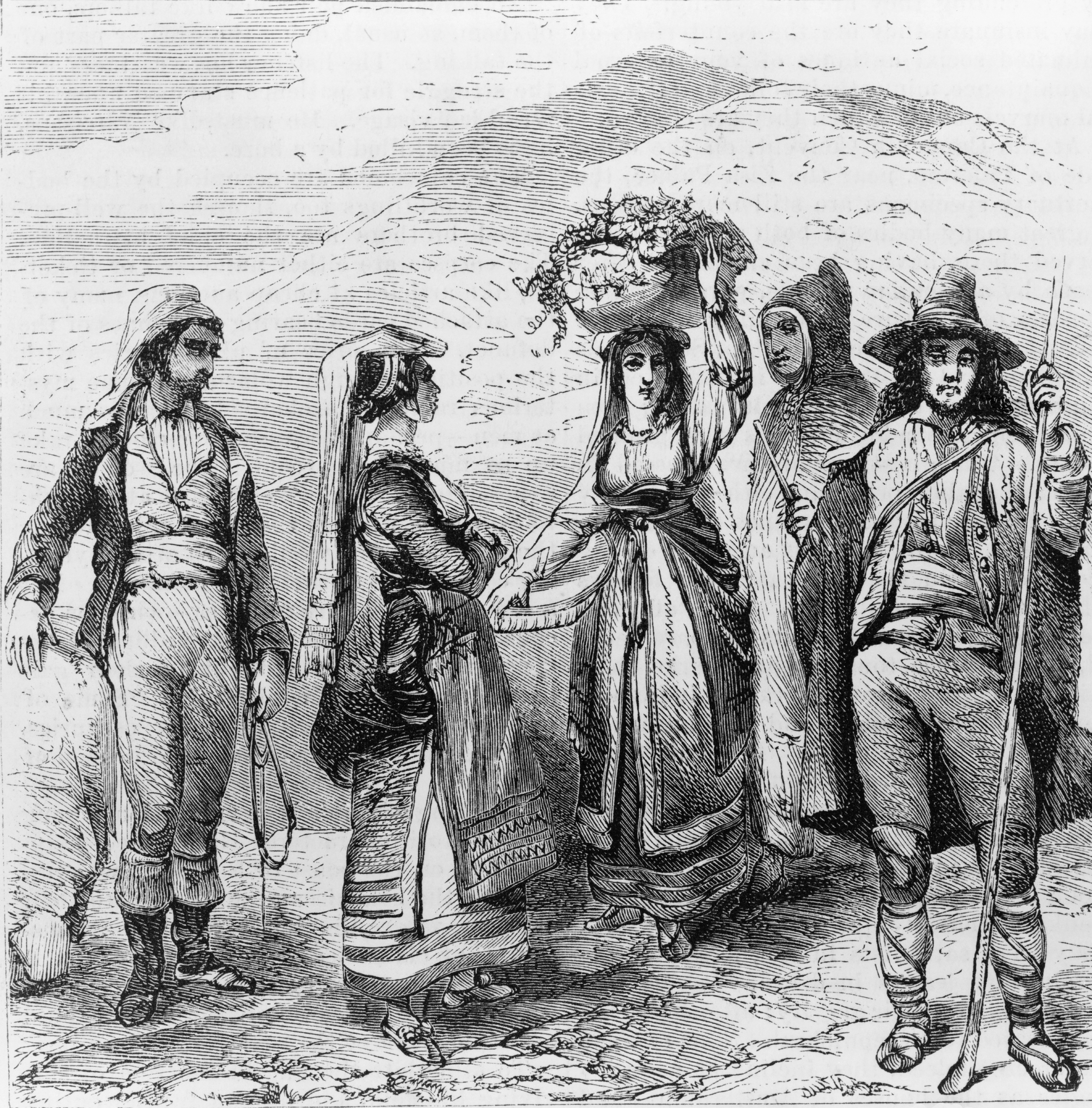
Costumes de 1873.

## Diaspora
En 2008, le nombre de Siciliens dans les cinq pays où ils sont les plus nombreux,  l'Allemagne, la Belgique, la Suisse, l'Argentine et la France,  se monte à 629 114 individus  . Selon la même source, depuis 1900; le flux migratoire des siciliens d'origine sortant totalise 2.685.941 à mettre en parallèle avec les 1.065.666 rentrants, ce qui donne un solde de 1 620 275 personnes. 
Aux États-Unis, les Sicilo-Américains sont un grand sous-ensemble d'Américains dont les ancêtres proviennent de Sicile.